# Partido Comunista de Bielorrusia Occidental
El Partido Comunista de Bielorrusia Occidental (en polaco: Komunistyczna Partia Zachodniej Białorusi, abreviado como KPZB; en bielorruso: Камуністычная партыя Заходняй Беларусі, abreviado como КПЗБ) fue un partido político que existió en el este de la Segunda República Polaca. El partido estuvo activo en el territorio de Bielorrusia Occidental desde 1923 hasta 1939; en Polesie (1932–1933), en el distrito de Słonim (1934) y en Vilnius.

## Historia
El partido fue fundado en 1923 en Wilno por representantes de los círculos comunistas bielorrusos de Wilno, Białystok y Brest con la ayuda logística de los bolcheviques. Aunque su nombre, Partido Comunista de Bielorrusia Occidental, podría sugerir un deseo de independencia de Bielorrusia, escribió el historiador Sergiusz Łukasiewicz, en realidad el partido tenía como objetivo la transferencia de las provincias orientales de Polonia a la Unión Soviética. Como esto constituía alta traición, el partido fue ilegalizado por las autoridades polacas.
El programa político del partido incluía una revolución socialista en Polonia y la unificación de Bielorrusia Occidental con la República Socialista Soviética de Bielorrusia en la URSS. El partido trabajaba de forma encubierta; entre 1925 y 1927 enmascaró sus actividades ilegales bajo la Unión de Campesinos y Obreros de Bielorrusia legal en Polonia. Recibió el apoyo de la Unión Soviética con un liderazgo traído en secreto desde el otro lado de la frontera (véase Vera Kharuzhaya).
En 1938, tras una decisión de la Internacional Comunista por orden de Iósif Stalin, el KPZB, junto con el Partido Comunista de Polonia y el Partido Comunista de Ucrania Occidental fueron deslegalizados por la URSS bajo la acusación de afiliación a la burguesía polaca. Tras la invasión soviética de Polonia y la anexión de Bielorrusia Occidental a la Unión Soviética en 1939, muchos antiguos miembros del KPZB fueron reprimidos, otros se unieron al Partido Comunista de la RSS de Bielorrusia, la rama bielorrusa oriental del Partido Comunista de la Unión Soviética.

## Miembros notables
- Siarhei Prytytski, futuro presidente del Presídium del Sóviet Supremo de la RSS de Bielorrusia (1968-1971)
- Branislaw Tarashkyevich, lingüista, escritor, posteriormente ejecutado por los soviéticos en 1938
- Mikalai Dvornikau, comandante de la compañía interbrigada ucraniana Taras Shevchenko, murió en una batalla en 1938
- Maksim Tank, futuro escritor premiado en múltiples ocasiones, presidente del Sóviet Supremo de la RSS de Bielorrusia (1965-1971)
- Vera Kharuzhaya, posteriormente ejecutada por los nazis en 1942